# 日本列島の旧石器時代
日本列島の旧石器時代（にほんれっとうのきゅうせっきじだい）は、始まりは現生人類が初めて日本列島へ移住した4万年前以降、終わりは次の縄文文化が始まるとされる1万6500年前までの時代を指す。ヨーロッパの考古学時代区分の後期旧石器時代におおむね相当する。打製石器を用い、土器は使用しなかった。人類人骨の出土例は多くない。無土器時代、先土器時代、岩宿時代（いわじゅくじだい）とも呼称される。
この現生人類は東南アジアを起源とする集団が東アジア沿岸を移住しながら北上し、一部が当時の陸橋もしくは狭い水道（対馬海峡・宗谷海峡）を渡り、日本列島へ移住したと考えられている。この現生人類のうちで旧石器時代に絶滅しなかったものが、縄文文化・新石器時代を始めた縄文人の祖先となったと考えられている。

## 概要
この時代に属する遺跡は、日本列島全体で1万箇所以上発見されている。地質学的には氷河時代と言われる第四紀の更新世の終末から完新世初頭までである。
始期については、人類が日本列島へ初めて流入した時期にあたり、その年代について多くの議論が行われている。5万年前あるいは8-9万年前に遡るとされる岩手県遠野市の金取遺跡出土石器や、2009年（平成21年）に同志社大学等により発掘調査された島根県出雲市の砂原遺跡出土石器の分析結果から、12万年前に遡るとする松藤和人（同志社大学教授）らの見解もある。
終期については、青森県東津軽郡外ヶ浜町の大平山元I遺跡で出土した土器に付着した炭化物の年代が、加速器質量分析法（AMS法）による暦年較正年代で14,920-16,520BPと出たことにより、当時期に位置付けられている。

### 日本列島の形成
現在日本と呼ばれる領域に不完全ながらも弧状列島の形が出来上がりつつあったのは、今からおよそ1500万年前で、現在のテクトニクスは約300万年前にほぼ出来上がり、更新世の氷期と間氷期が交互に繰り返す氷河時代には地形の変化が起こったと考えられている。
地質学的には、ユーラシアプレートの東端および北アメリカプレートの南西端に位置する。 これら2つの大陸プレートの下に太平洋プレートとフィリピン海プレートの2つの海洋プレートが沈み込む運動によって、大陸から切り離された弧状列島になったと考えられている。
しかしながら、従来の学説では氷期に日本列島はユーラシア大陸と陸続きになり日本人の祖先は獲物を追って日本列島にやってきたとされてきたが、近年の研究では氷期の最寒期でも津軽海峡、対馬海峡には海が残り陸続きにならなかったことが分かってきた。また舟を使わないと往来できない伊豆諸島・神津島産の黒曜石が関東地方の後期旧石器時代の遺跡で発見されていることなどから、「日本人の祖先は舟に乗って日本列島にやってきた」という研究者の発言も新聞で報道されている。しかし、この時期には船の遺物は発見されていない。
一方、約4万年前の後期旧石器時代早期から黒曜石の採掘が続けられた栃木県の高原山黒曜石原産地遺跡群では知的で効率的な作業の痕跡も確認されている。さらに黒曜石が見つかった。

### 動物相
日本列島には、幾度となく北、西、南の陸峡（間宮・宗谷・津軽・対馬・朝鮮などの海峡）を通って、いろいろな動物が渡ってきたと考えられている。さらに、それらの動物群を追って旧石器人が渡ってきたともいわれている。
最終氷期に大陸と繋がった北海道だけはマンモス動物群が宗谷陸峡を渡ってくることが出来たので、それらの混合相となった。
ナウマンゾウは約35万年前に日本列島に現れて約1万7000年前に絶滅している。長野県上水内郡信濃町の野尻湖遺跡群の約4万年前の土層からナウマンゾウの骨製品がまとまって発見されている。瀬戸内海各地で海底にあるナウマンゾウの化石が、網にかかって漁師等に引き上げられている事例も見られる。

### 植生
更新世も中頃を過ぎると寒冷な氷期と温暖な間氷期が約10万年単位で繰り返すようになり、植生の変化もそれに対応するように規則的な変化を繰り返すようになった。
氷期を約6万年前を境に前半と後半に分けると、前半は温帯性の針葉樹によって占められる針葉樹林の時代であり、後半は約5万年前と約2万年前の亜寒帯の針葉樹が繁栄する時期とそれ以外のコナラ属が繁栄する時代からなる。そして、最終氷期の最盛期である約2万年前の植生は、北海道南部から中央高地にかけては亜寒帯性針葉樹林で、それより西側は温帯性針葉・広葉の混交林が広範囲に拡がっていった。暖温帯広葉樹林である照葉樹林は、西南日本の太平洋側沿岸の一部と南西諸島に後退していた。
一方、姶良Tn火山灰（AT火山灰）は、日本列島全体を覆うほどの姶良カルデラの巨大噴火によってもたらされ、九州から東北日本までの植生に大きな影響を与えた。気候が寒冷化に向かう過程で噴火が起こり、針葉樹林化を速めた。このことは、動物群や人間社会にも影響を及ぼした。たとえば、それまでは全国均一的な石器文化を保持していたものが、地域的な特色のある石器文化圏、つまり、西日本と東日本というような石器文化圏成立に影響したとの可能性を考えることができる。
日本列島において氷期から間氷期への急激な変化は、更新世から完新世への変化も急激であり、気候変化、海面変化、植生を含めた生態系の変化も急激であった。後期旧石器時代はコナラ、クリ、クヌギを主体とした落葉広葉樹林が西日本から東日本を覆うようになった。

## 石器

### 後期期旧石器の発掘
日本では縄文時代より前の時代を先土器時代、または無土器時代と呼んでおり、土器の時代を遡る時代の遺跡や遺物が長い間発見されず、土器以前に日本列島に人類は居住していなかったと考えられていた。

相沢忠洋の像。日本の旧石器時代の存在証明に貢献した。

ところが、1949年（昭和24年）に、相沢忠洋が、岩宿（群馬県新田郡笠懸村、現・同県みどり市笠懸町阿左美地内）で関東ローム層中から旧石器を発見した。同年の発掘調査により日本列島に旧石器時代が存在したことが証明され、日本の旧石器時代研究が始まった。現在までに、日本列島全域で4000カ所ないし1万カ所を超える遺跡が確認されている。これらの遺跡のほとんどが約3万年前から1.2万年前の後期旧石器時代に残されたものである。

### 前・中期旧石器の発掘の試み
後期旧石器時代が証明されるとさらに古い時代の発掘が試みられたが、現時点では、前・中期旧石器と確実視される石器は出土していない。また日本は酸性の土壌が多いため、骨などが残りにくく前期・中期旧石器時代の遺物の発見は難しい。
1960年代から大分県丹生・早水台、栃木県星野遺跡、岩宿D地点などが調査され、前期旧石器存否論争が行われたが、多くの研究者の賛同を得られなかった。これらの論争は「丹生論争」、「珪岩製前期旧石器論争」などとして知られている。
1970年代にはいると前期旧石器の探索は薄らぎ、層位編年研究や遺跡構造の解明へ傾斜していった。
近年の考古学調査により、数は少ないものの、岩手県遠野市の金取遺跡で9〜8万年前の中期旧石器の可能性の遺物、島根県出雲市の砂原遺跡で約12万年前の前期旧石器の可能性があるものが発見され、その存否について議論が続いている。
より後期旧石器に近い発掘の試みとして、長野県飯田市で竹佐中原遺跡が発掘調査された。この遺跡の4カ所の石器集中地点から800余点の遺物が出土した。石器包含層の堆積年代を自然科学分析（火山灰分析、植物珪酸体分析、炭素14年代測定法、光ルミネッセンス年代測定など）した結果、3万年より古く、5万年より新しいことが分かった。4か所から出土した石器は2グループに分けることができ、一つは3万年〜3万数千年前（後期旧石器時代の初め頃）、もう一つは3万数千年前〜5万年前のものであること推測されている。つまり中期旧石器時代から後期旧石器時代へ移り変わる時期の遺跡との説がある。
旧石器捏造事件：1980年代から、東北地方を中心に、前期旧石器時代・中期旧石器時代が日本に存在したという証拠が次々に「発見」された。発見の中心人物は藤村新一で、従来の常識を覆す「成果」とされ、日本の旧石器時代は約70万年前（原人の時代になる）まで遡るとされた。しかし、2000年（平成12年）11月に、藤村が宮城県上高森の発掘現場で石器を埋めるところを毎日新聞取材班が撮影し、同年11月5日に旧石器発掘捏造を報じた。その後、日本考古学協会の調査で藤村が関与した33か所の遺跡のすべてが疑わしいものとされ、今のところ、前・中期旧石器時代の確実な遺跡は日本には存在しないと理解されている。

### 後期旧石器の特徴
後期旧石器時代の石器群を概観する。日本列島の後期旧石器時代は、約35,000年前に始まり、縄文時代へと移行する約15,000年前までの約20,000年間続いた。遺跡は樺太から沖縄まで約10,000ヵ所以上が確認されている。これらの遺跡で出土する遺物のほとんどは石器であり、遺構は礫群以外が出土することは極めてまれである（他に陥し穴などがある）。石器ばかりが発見されるのは有機質の材料で作られた道具が土中で分解されて残りにくいためであり、遺構についてもその可能性が高い。ただし遺構はおそらく大変簡素な作りだったと推測されている。
旧石器時代の石器集中2箇所と単独出土地点1箇所を検出した。およそ3万年前の土層から、安山岩の大型縦長剥片が単独で出土した。また、約2万5千年前の石器集中2箇所が隣接して発見され、黒曜石製のナイフ形石器2点と、黒曜石・頁岩・安山岩の剥片や石核が出土した。
後期旧石器時代は前半と後半とに区分されており、層位的には約29000年前に日本列島を覆う広い範囲に降り注いだ姶良Tn火山灰の包含層が目安にされている。石器の区分としては以下のような特徴がある。
前半期前葉（約35,000〜33,000年前）では、台形様石器（または台形石器）と局部磨製石斧が代表的で、列島に広く分布する。地域色はまだ明瞭ではなかったようであるが、少し遅れて縦に長い剥片を加工して尖らせた石槍と推測される石器（「ナイフ形石器」と呼ばれている石器の一部）が東日本を中心に見られ、大枠で西日本との違いが出始めた。前半期後葉（〜約29,000年前）になると石刃技法が確立して、石槍の発達が著しくなる。この傾向もやはり東日本で顕著であった。他方、近畿地方から瀬戸内地方ではそうした石刃技法よりも横長剥片剥離技術が採用されることが多く、後半期になるとその発展型である「瀬戸内技法」を生み出すことになる。前半期後葉には台形様石器と局部磨製石斧が大変少ない。
後半期の年代は約29,000〜15,000年前にあたり、大枠としては「ナイフ形石器」が盛んに製作された時期（〜17,000年前）と、その製作が終了して細石刃が盛んに製作された時期（〜15,000年前）との2時期に分けられる。ただし北海道は樺太および沿海州と陸続き（古樺太-北海道半島）であったため大陸の動向と密接に連動し、古本州島（陸続きになっていた本州・四国・九州と属島）とは異なる推移を辿り、細石刃を含む石器群が約23,000年前には製作・使用された。後半期は、そのほぼ最初から細かな狭い地域性が確立し、北海道を除くと、東北、関東、中部、近畿、瀬戸内、九州などの区分ができる。それぞれの地域では石器の様式性が著しく発達し、例えば東北の「東山型」、新潟から山形の「杉久保型」、近畿の「国府型」といった各種「ナイフ形石器」（この名称には各方面から異論が提出されている）や、瀬戸内から九州の「角錐状石器」、九州の「剥片尖頭器」、「台形石器」などと呼ばれる、いずれも槍ないしナイフとして使用されたと推定される大型の石器にその特徴があらわれた。これらの石器を製作するための材料である石材もまた、その地域ごとに異なる産地のものが利用される傾向が強かった。クサビ形は中国東北部から当時は地続きの北海道を通じて東日本を中心に広がり、角錐状や船形は中国南部から直接九州に伝わってきたらしいことが明らかになったという。
こうした石器と石材の変化は当時の人々の移動生活や生業活動の変化と関係している。前半期には、それまで広く分散していた滞在・居住場所が河川流域へ集中するようになり、その数自体も急増したことから、人口が増加したのではないかと推定されている。また、そうした移動・居住の変化を促す背景として、気候や動植物生態系の変化が関係していたとも考えられている。29,000年前を過ぎる頃から、地球規模で急激に寒冷化が進行し、約25,000年前を前後する頃には最終氷期最寒冷期を迎えたからである。
後半期の終末には、北海道にだいぶ遅れて古本州島にも細石刃石器群が展開する。それは北海道から東北日本にかけてと中部・関東以南から九州にかけての西日本にかけての大きく2地域に分かれた地域色がある。前者は、「湧別技法」といわれ、「荒屋型」といわれる特徴的な彫刻刀形石器（彫器ともいう）を伴う。後者は「矢出川技法」ではないかといわれている。こちらは彫刻刀形石器を伴わない。

#### 関東・中部の特殊性
「ナイフ形石器」と細石刃がほぼ列島内全域に展開したのに対し、尖頭器石器群は東日本でも特に中部地域・関東地域において地域的な発展を見せる。尖頭器とは、魚の鱗のような小さな剥片を繰り返し剥がして整形し、木の葉形を呈するように作り上げた石槍（の先端部）のことで、サイズは10センチ以下が多い。中部・関東地域においては、ナイフ形石器群が小型化し、細石刃石器群が登場する頃までの、後半期後葉にこのような尖頭器が製作される。長野県和田峠、栃木県高原山黒曜石原産地遺跡群では良質な黒曜石を産出した。高原山では後期旧石器時代後半期から縄文時代草創期にかけて（細別時期不明）のものとみられる長さ14cmの尖頭器及び製作場所が2008年度の調査で発見された。

## 生活・居住

### 生活遺構の検出
日本列島の旧石器時代の遺跡は、台地・段丘・丘陵・高原などの見晴らしの良い洪積世の台地縁辺にあることが多く、日常生活の場としての拠点遺跡、獲物の解体場遺跡（キルサイト）、石器製作場遺跡などがある。
当時代の遺跡は、多くの場合1万年以上前に堆積したローム層中から検出される。関東地方広域に広がる関東ローム層などのような、火山噴出物由来の風成ローム層では、強い酸性土壌の影響で当時使われていた皮製品や木製品・骨製品などの有機質の遺物はほとんど分解されてしまい検出されることが極めて少ない。また後述するように、地面への掘り込みを伴う遺構（建物等）もあまり形成されなかったため、発掘調査では多くの場合、石器や剥片・石核などの「石のカケラ」ばかりが検出される状態となる。ただしこれらの石片は、ただ無秩序に散乱しているのではなく、一定範囲での平面的なまとまり（集中域）をもって分布しており、石片同士が接合して母岩を復原出来るものもあるため、旧石器時代人がその場で石器製作や加工をしながら、簡易な家を建てて生活していた痕跡であると理解されている。
生活の場における石器製作場は、石核と飛散した剥片の剥離面同士を接合させることで、同一の母岩から打ち出された石片の集中を把握出来るが、この同一母岩による最小単位の石片集中を「スポット」と呼ぶ。1つの石器製作場は、複数の母岩を用いた石器製作痕跡、すなわち複数スポットの集合で構成されており、これは「ブロック」と呼ばれている。ブロックもまた複数で集合しており、各ブロック間で同じ母岩を共有しながら石器製作を行っている。同一母岩を共有するブロックの集合体が「ブロック群」または「ユニット」と呼ばれるもので、十数個のブロックが直径30～50メートルほどの円形を成したものは環状ブロック群（または環状ユニット）と呼ばれる。これは、後期旧石器時代でも初期にあたる、4万年前～3万年の時期に見られる特徴的な生活遺構である。なお「1つの環状ブロック群=1つのユニット」ではなく、幾つかのブロックからなるユニットが、さらに複数で集合した大規模なものが環状ブロック群であるとされる。例えば、1983年（昭和58年）にこの遺構が初めて発見された群馬県伊勢崎市（旧佐波郡赤堀町）の下触牛伏遺跡（しもふれうしぶせいせき）では、26のブロックが環状に検出されているが、同じ母石を共有するユニット単位では、10ユニット前後に分割される。なお、3万年前以降の旧石器時代遺跡でもブロック群（ユニット）は形成されるが、環状を呈する大規模なものは見られなくなる。
これらの遺物検出状況から、スポット（1つの石器製作を行った個人）→ブロック（数人で石器製作の作業場を構成する1家族）→ユニット（母岩を共有し共に生活・移動する数家族からなる小単位集団）→環状ブロック群等大遺跡（仲間意識のある小集団が一堂に会した大単位集団）という旧石器人の社会と構造が推定されている。
後期旧石器時代全般を通じての集落や社会構造については不明な点も多いが、環状ブロック群では50人から100人ほど、国内最大規模をもつ千葉県印旛郡酒々井町の墨古沢遺跡の例では、100人から150人ほどの人間が一堂に会していたと推定されている。
これらの遺跡からは、調理・暖房・採光のための罐焚き窓（石囲炉、地床炉、土坑炉）や礫群も検出されることがあり、熱のために赤色化していたことで火が使われていたことが分かる。礫群は、こぶし大前後の川原石が一定範囲に数十個以上密集したもので、火熱を受け赤色化していて、調理施設と考えられている。一個から数個散らばっている配石は、幼児頭大の礫で、火熱を受けた後がなく、厨房や作業台に使ったものと考えられている。
土坑の形態は多様で、用途のわかっていないものも多いが、新潟県長岡市の荒屋遺跡で検出された土坑からは、内部から食用と見られるオニグルミやミズキの種子が検出され、静岡県磐田市の広野北遺跡の土坑でもオニグルミが検出されており、貯蔵穴と考えられている。また、静岡県三島市の初音ヶ原遺跡や、同県駿東郡長泉町の東野遺跡、神奈川県横須賀市の打木原遺跡では、狩猟用の落とし穴と見られる土坑が検出されている。

### 建物遺構の検出

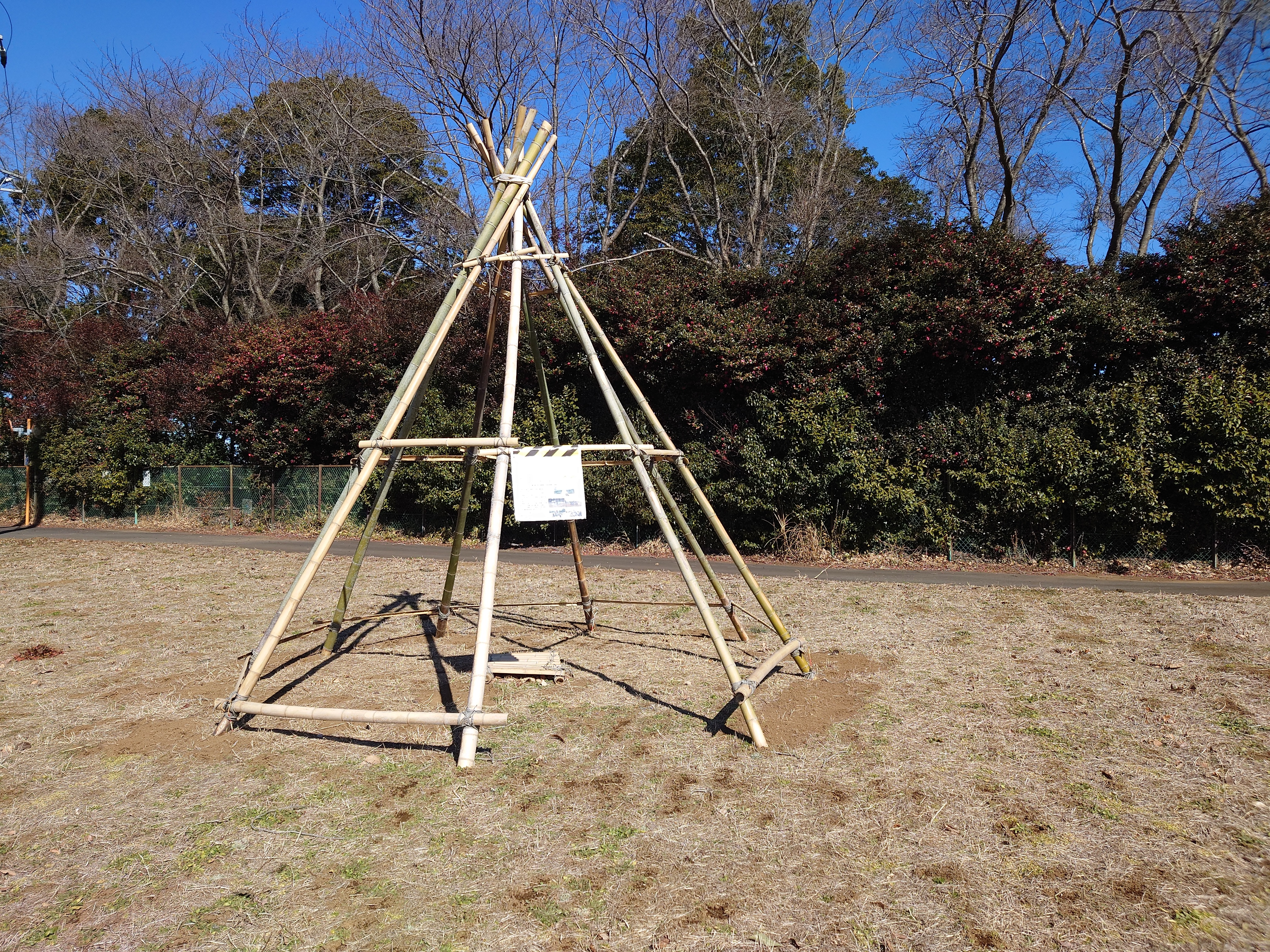
千葉工業大学創造工学部の八馬 智の研究室メンバーが、墨古沢遺跡（千葉県印旛郡酒々井町）の史跡指定地内で2024年（令和6年）に設置した旧石器時代の復元テント（防風対策のため骨組みのみ）。遊動生活を送る旧石器時代人は、多くの場合このような簡易な住まいで生活していたと考えられている。

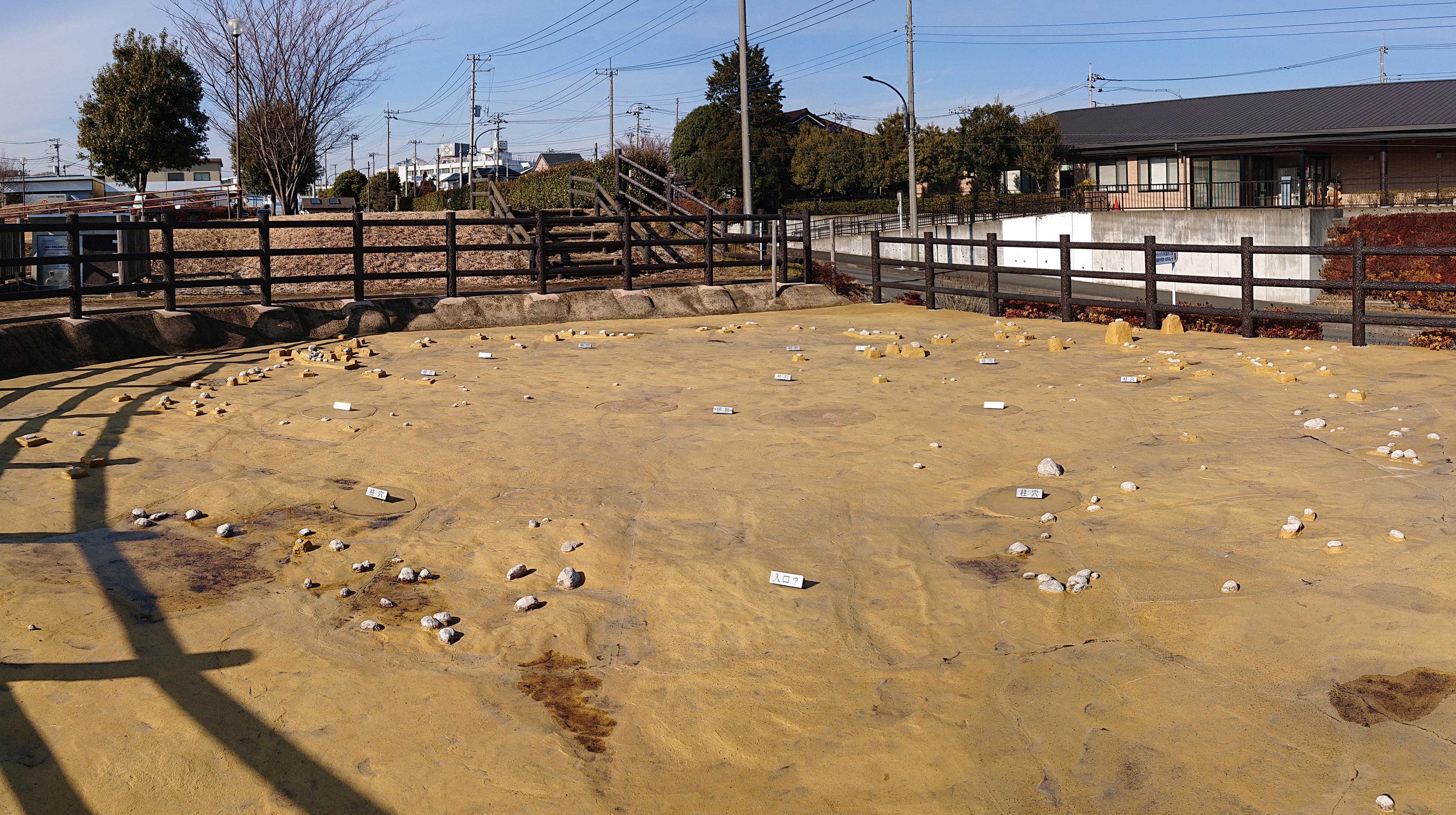
田名向原遺跡で検出された旧石器時代の平地建物遺構（住居状遺構）の原寸大模型（神奈川県相模原市中央区、史跡田名向原遺跡公園）

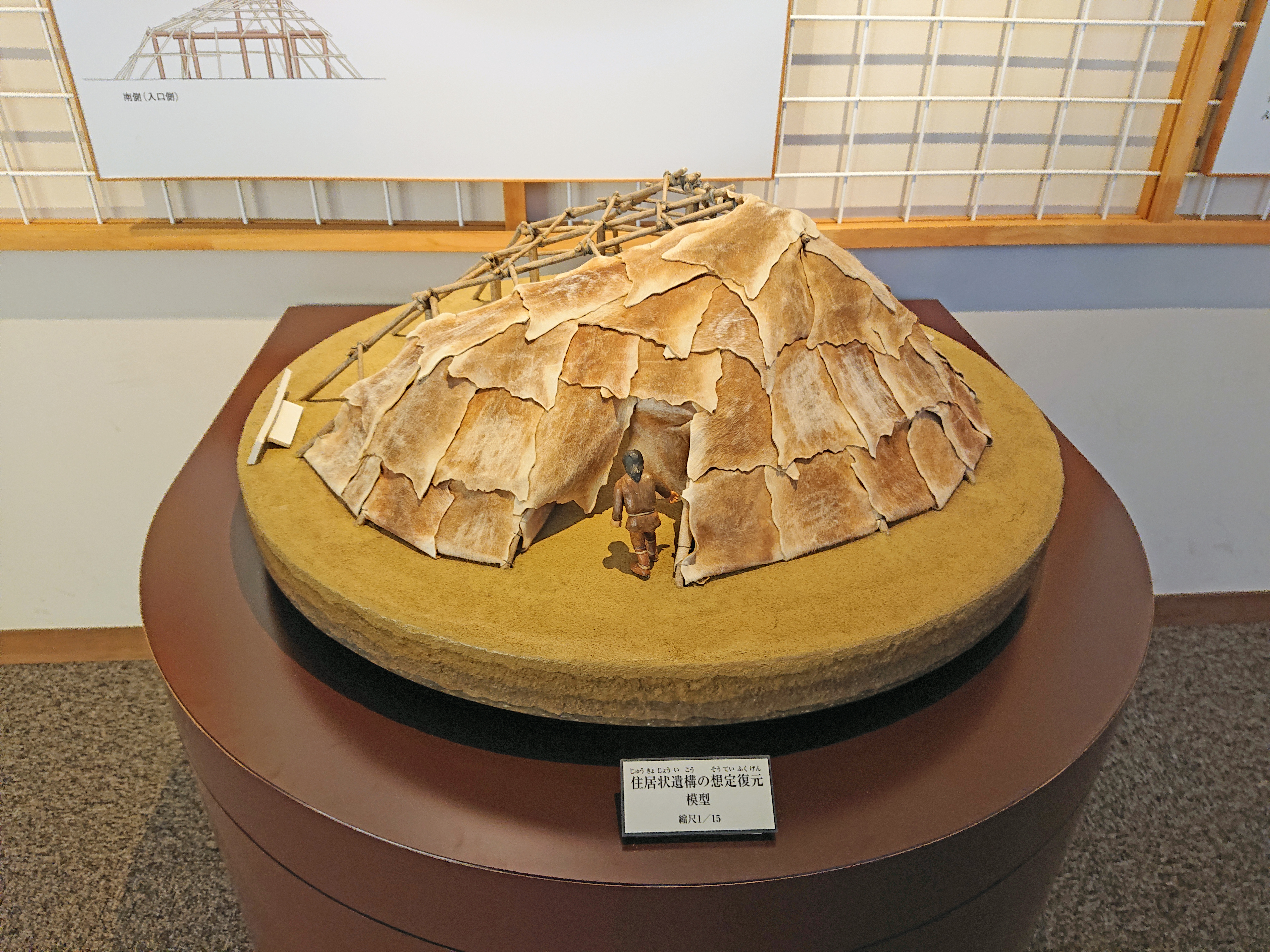
田名向原遺跡の旧石器時代平地建物の復元模型（旧石器ハテナ館内）

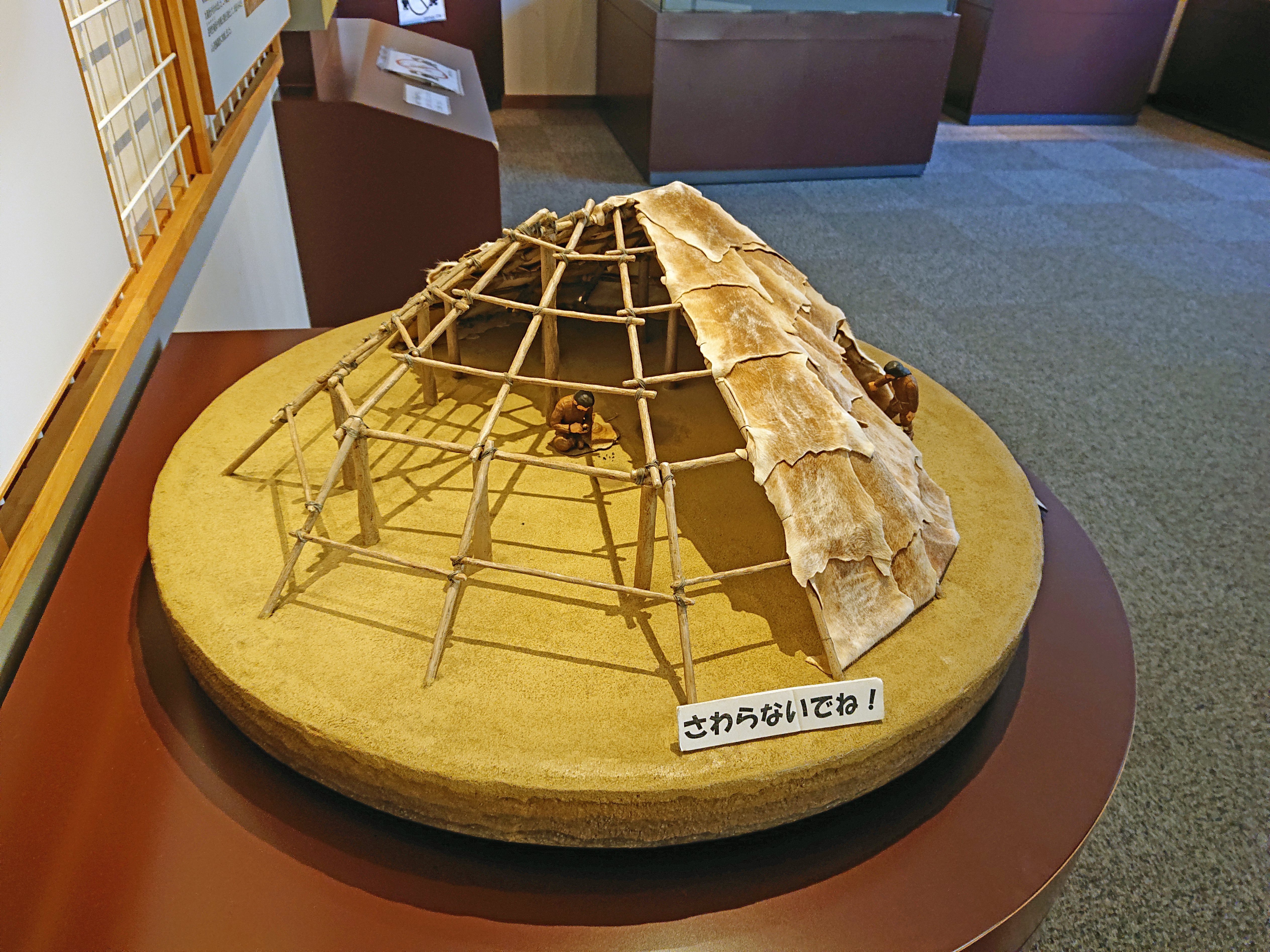
田名向原遺跡の旧石器時代平地建物の復元模型（旧石器ハテナ館内）

全国で1万箇所以上発見されているこれら当時代の遺跡から、縄文時代のような数本の木柱を建てて屋根を葺いた定住可能な建物（竪穴建物や平地建物）が検出される事例は極めて稀で、確実に建物（住居）とみて良いものでは約2万年前に遡る神奈川県相模原市の田名向原遺跡（国の史跡）の平地建物や、大阪府藤井寺市はさみ山遺跡の竪穴建物など、10例程度しか発見されていない。
はさみ山遺跡の建物跡は、約2万2000年前の木材を組み木にして草や皮で覆ったもので、形の整った径6メートル、深さ20センチメートルの円形竪穴建物である。外周に柱穴をもち、径10センチメートルぐらいの木材を20本近く斜めに立て並べ、中央で簡単な組み木を施している。この建物跡からは、構造がよく分かったうえにサヌカイト製のナイフ形石器や翼状の剥片が約200点出土している。
これは、当時の人々が定住的な集落を造って長期間留まらず、テントのような簡易な住まいで寝泊まりしながら狩猟採集をし、移動を繰り返す「遊動生活」 をしており、大きな柱穴（ピット）や地面への掘込みを伴う構造物をあまり建築しなかったためと考えられている。

#### 建物遺構の事例
- 中本遺跡（北海道北見市）
- 上口A遺跡（北海道常呂郡端野町）
- 越中山遺跡A´地点（山形県鶴岡市）
- 荒屋遺跡（新潟県長岡市）
- 赤山遺跡（埼玉県川口市）
- 池花南遺跡（千葉県四街道市）
- ナキノ台遺跡（千葉県市原市）
- 上和田城山遺跡（神奈川県大和市）
- 田名向原遺跡（神奈川県相模原市）
- 小保戸遺跡（神奈川県相模原市）
- 南花田遺跡（大阪府堺市北区）
- はさみ山遺跡（大阪府藤井寺市）
- 西ガガラ遺跡（広島県東広島市）
- 椎木山遺跡（福岡県北九州市）
- 下城遺跡（熊本県阿蘇郡小国町）
- 上場遺跡（鹿児島県出水市）

1998年（平成10年）時点の集成では、旧石器時代の建物跡、あるいはその可能性をもつ遺構（縄文時代草創期を除く）は、全国で27基あげられている。ただし、これらの中には建物跡と見なせるか疑問視されるものも含まれており、ほぼ確実に建物と考えられているものは、上述のはさみ山遺跡や田名向原遺跡を含めた10例程度しかないとされる。神奈川県相模原市の小保戸遺跡では、2007年（平成19年）～2009年（平成21年）の調査で2万3千年前の環状礫集中（ブロック）が検出され、建物跡と考えられている。
このほか、洞穴や岩陰を住みかとして利用していたことが知られているが（洞窟遺跡・岩陰遺跡）、日本列島における遺跡数は平場のブロック群に比べて少ないとされる。

## 墓制
死者を埋葬する土坑墓が見つかっている。死者の生前の装身具や石器・玉などが副えられ、そこにベンガラ（赤色顔料、べにがら）が残っているものがある。シベリアやカムチャツカ半島、東アジアでの死者を埋葬する習俗が遅くとも2万年前には出来ていたらしい。

## 土器の出現
2013年現在、日本で最古の土器は青森県の大平山元I遺跡から出土したもので、付着する炭化物の放射性炭素年代測定によって約16000年前のものとされている。土器の出現をもって旧石器時代と縄文時代を区分する場合、これが旧石器時代の終わり（縄文時代の開始）ということになる。
青森から鹿児島までの各地域で1万3、4千年クラスの土器が出土しており、この頃には北海道を除く列島全域に土器文化が普及していたことが確認できる。世界中の他地域ではこの時期の土器はほとんど確認されていないか、あっても貧弱な様相を示しており、土器文化を浸透させるのは日本列島が世界で最も早かったといえる。
旧石器時代の終末に、長崎県で豆粒文土器（佐世保市・泉福寺洞窟）、本州では無文土器が出現している。一般に土器は、運搬・貯蔵・煮炊きに使われるが、出現期の土器の役割はまだ十分解明されていない。

## 木の文化
石器時代の文化といえば、石器を思い浮かべるが、日本列島の豊かな森林資源を忘れてはならない。これまでに、板状の木製品と木の柱を使った建物跡が見つかっている。
板状の木製品は、明石市西八木遺跡で約6〜5万年前の砂礫層の中からハリグワという広葉樹を用いた板状の木製品（加工痕のある木片）が出土している。この木片は、長さ23.4センチ、最大幅4.8センチ、厚さ4ミリで、少なくとも2種類の石器で加工されている。用途はまだ分かっていない。もしもこの砂礫層の年代の板だとすると、中期旧石器時代の板ということになり、デニソワ人が工作した板ということになる。
建物跡は、神奈川県相模原市の田名向原遺跡の平地建物の検出事例のほか、大阪府藤井寺市はさみ山遺跡で約2万2000年前の極めて形の整った径6メートル、深さ20センチメートルの円形竪穴建物が検出されている。外周に柱穴を持つもので径10センチぐらいの材を20本近く斜めに立て並べ、中央で簡単な組み木を施し、その上を草や皮で覆った構造が考えられる。この建物跡は、構造がよく分かった上にサヌカイト製のナイフ形石器や翼状剥片が約200点も一緒に出土している。
平地建物や竪穴建物といえば縄文時代や弥生時代の建物形態を想起するが、これらの建物の存在が旧石器時代に遡っただけでなく、旧石器時代人が石器だけでなく木を使っていたことが分かってきた。木に石器を取り付ければ、鍬・斧・槍・矢・スコップなどの生産用具を作り、生産効率を上げることが出来る。径10センチくらいなら、今の建築材料の柱の太さとそう変わらない。それを20本もだから、木の柄の付いた斧で木を倒したのだろうか。

## 食糧の獲得
旧石器時代人は、主として狩猟によって食糧を得ていた。当時の遺跡からは、野牛・原牛・ナウマンゾウなどの大型哺乳類の骨、ニホンシカ、イノシシ、ノウサギなどの中・小哺乳動物の骨が発見されている。そして、大型哺乳動物を解体する作業場となるキル・サイトも発見されている。
狩猟においては落とし穴（陥し穴）が使用されており、その遺構（土坑）が検出されている。静岡県三島市の初音ヶ原遺跡では、台地の尾根を横切るように並んで幾重かに巡らされた、深さ1.5～1.6メートルで、上部がラッパ状に開く60基の落とし穴が検出されている。また、同県駿東郡長泉町の東野遺跡や、神奈川県横須賀市の打木原遺跡でも同様の落とし穴が見つかっている。初音ヶ原遺跡や打木原遺跡のものは、姶良丹沢火山灰（At層）堆積層より下で検出されたことから、約30000年前のものと推定されている。
このように旧石器時代人は、大型哺乳動物を追う狩人たちであったと推定されている。建物遺構を伴う遺跡がほとんど発見されていないのは、旧石器時代人が簡易なテント状の住まいを用いて短期間に移動を繰り返す「遊動生活」をしていたと推定されている。
漁労の直接的な証拠は発見されていないが、そのような活動があっただろうとは推測されている。まず、伊豆諸島の黒曜石が南関東で出土しており、同諸島で細石刃が発見されている。ここから、旧石器人も何らかの航海技術や海上交通の手段を持っていたことが想像できる。さらに、日本の旧石器文化がシベリアとの強い関連性があることが分かっており、そのシベリアで固定式のヤスや離頭式の銛頭（もりがしら）が見つかっている。日本は酸性土壌のため人骨や獣骨が残りにくいが、日本でも同様の道具を用いて刺突漁を行なっていた可能性がある。
縄文時代の人々にとっては、植物採取が食料獲得の中で大きな比重を占めていたが、旧石器時代の人々にとってはどちらかというと狩猟が主体であったようだ。当時は数百kmにも及ぶ距離を移動していたというから、それは移動性のある動物の行動生態と関連しそうであるし、また彼らの道具を見ると、植物質資源の加工・処理に有利な頑丈なタイプの石器（削器や石斧）よりも、狩猟具に使いそうな先の尖った石器（有背石刃、尖頭器）や壊れ易いが鋭い刃（石刃、細石刃）のある石器というような道具が発達したからである。

## 旧石器時代人

### 更新世（洪積世）の人類化石
日本列島は火山列島とも呼ばれるように火山活動が活発であり、更新世の火山噴火による火山灰が瀬戸内、近畿地方を除く日本列島の大部分に降り注いだため、骨を分解する酸性土壌の占める地域が多く、旧石器時代の遺跡に人骨・獣骨化石が残る例がほとんどない。こうした中でもこれまで更新世人類化石として知られていた例も多かった。しかし、C14年代測定法や再検討の結果、それらの多くが更新世人類化石の地位を失い、静岡県の浜北人と沖縄県の港川人等の数例が更新世人類とされている。
浜北人
浜北人は、静岡県浜名郡浜北町（現・浜松市浜名区）根堅（ねがた）の石灰石採石場で、1960年（昭和35年）から1962年（昭和37年）に発見された頭骨片と四肢骨片（鎖骨・上腕骨・寬骨・脛骨）の人骨化石である。上・下2つの土層から出土した。それぞれの層から出た獣骨の年代を加速器質量分析法（AMS）による炭素年代測定での結果は、上層が約1.4万年前、下層出土の脛骨が約1.8万年前を示した。本州唯一の更新世の人骨化石で、20代の女性のものとされる。また縄文人に似た骨格からその祖形のものと思われる。
山下洞人
沖縄県那覇市山下町第一洞穴遺跡で、1968年（昭和43年）に発見された。8歳程度の女児とみられる大腿骨・腓骨・脛骨で、同じ層から出土した炭化物の放射性炭素年代測定によると約3万2000年前とされる、国内では最古級の人骨である。最近の検討によると、初期現代型新人の特徴に一致するという。
港川人
1970年（昭和45年）に沖縄県島尻郡具志頭村（現・八重瀬町）の港川採石場で、個人研究家の大山盛保によって約1.8万年前の更新世のものとされる数体の人骨化石が発見された（港川遺跡）。これは縄文時代よりおよそ5000年古く、旧石器時代後期に相当する。男性の推定身長は153cmから155cm、女性は145cmと小柄で、下半身に比べ上半身は華奢である。顔は四角く、目は窪み、鼻はやや広く、立体的で頑丈であるなど原始的な骨格で、前頭骨が小さく後頭骨の上半分が突出する点や四肢骨の筋肉付着部が発達していない点で縄文人とも異なる独自の特徴を持っている。
またこれに先立つ1967年-1969年には、同じ採石場の石灰岩フィッシャー上部において、1.2万年前のものと考えられる人骨（上腕骨・尺骨・寬骨・大腿骨2点・脛骨2点・距骨・第1中足骨）の断片が発見されている。こちらは日本本土で多く発見されている縄文人の骨格的特徴によく似ており、上部港川人と呼ばれている。
2009年度（平成21年度）の日本学術振興会による共同研究では、後期更新世の沖縄港川人はアジア大陸の南方起源である可能性が高いが、北海道から九州地方にかけての縄文時代人とは、下顎形態に、多数の相違点が見出だされ、両者の間の系譜的連続性を認める従来の仮説は見直される必要があるという主張もなされている。
下地原洞人
1978年（昭和53年）からの数次に渡る調査で、沖縄県島尻郡具志川村（現・久米島町）の下地原洞穴遺跡で発見。生後1歳未満（8か月～10か月）の乳幼児（新生児）の化石人骨約50片が動物の骨とともに見つかった。年代は出土したカニ化石の放射性炭素年代測定により15200±100年前(B.P.)とされた。
ピンザアブ洞人
1979年（昭和54年）に沖縄県宮古郡上野村（現・宮古島市）のピンザアブと呼ばれる洞穴で発見。アミノ酸ラセミ化分析では、約2万年前と測定された。また、同じ土層中の木炭片の放射性炭素年代測定では、25800±900年前(B.P.) - 26800 ±1,300年前(B.P.)と測定された。
白保人
2010年（平成22年）2月4日、沖縄県教育委員会は、沖縄県石垣市白保（石垣島）の新石垣空港建設敷地内にある白保竿根田原洞穴（しらほさおねたばるどうけつ）から発見された人骨について、琉球大学や東京大学などと研究を進めた結果、そのうち1点（約8cm×約11cmの20代から30代前半の男性の頭頂骨）が放射性炭素年代測定で約2万年前のものと分かったと発表した。また「更新世から縄文・弥生期にかけての日本人の変遷に関する総合的研究」の分析では、発見された人骨片のうちの右頭頂骨片に対して、20416±113年前(BP)という推定年代値を得た。これは放射性炭素によって直接ヒト化石の年代を推定した値としては国内最古のものであった。
サキタリ洞人
沖縄県南城市サキタリ洞遺跡で発見された断片的な人骨。約1万2千年前のものとされ、同じ土層から発見された石英製の剥片石器や海産貝などは人為的に持ち込まれたものと考えられている。
その他;
沖縄県では、以下の遺跡からも更新世（洪積世）の人骨化石が発掘及び報告されている。
- 大山（おおやま）洞穴 - 沖縄県宜野湾市[43]
- カダ原（かだばる）洞穴 - 沖縄県国頭郡伊江村[48]
- ゴヘズ洞穴 - 沖縄県国頭郡伊江村[43][49]
- 桃原（とうばる）洞穴 - 沖縄県中頭郡北谷町[43]

### かつて更新世人類と考えられた人類化石
- 葛生人（くずうじん） - 栃木県葛生町（現・佐野市）で1950年代に発見され、元早稲田大学教授直良信夫によって更新世人類と考えられた。しかし、発見された骨8点のうち4点は、動物骨であることが確認された。残りのうちの2点は放射性炭素年代測定の結果400年前の人骨であることが分かった。
- 三ヶ日人 - 1959年-1961年に静岡県三ケ日町（現・浜松市）の石灰岩採石場から頭骨片5点、寬骨（腸骨）、大腿骨など複数の成人の骨が発見され、後期更新世人類と考えられたが、放射性炭素年代法により9000年前の縄文時代早期の人骨と分かった。
- 牛川人 - 1957年に愛知県豊橋市牛川鉱山で上腕骨と大腿骨の化石が発見され、東京大学名誉教授鈴木尚によって中期更新世人類（旧人）と考えられたが、人骨の特徴を備えていなかった。
- 明石人 - 1931年に兵庫県明石市で直良信夫により寬骨が発見され、直良は旧石器時代の人骨としたが学会は受け入れなかった。その後、人骨は戦争で焼失し石膏模型のみが残った。戦後、長谷部言人がこれを原人として論争が起こったが、現在では一部を除き新しい時期の人骨とする意見が強い。
- 聖岳人 - 1962年に大分県本匠村（現・佐伯市）の聖嶽洞穴で前頭骨片と頭頂後頭骨片が発見され、元新潟大学教授小片保によって中国の山頂洞人と似ているとされたが、形態面や年代推定から歴史（江戸）時代に属する可能性が極めて高くなった。

### 分子生物学の成果
日本列島に現生人類が現れるのは4-3.5万年前と考えられており、これは日本固有のハプログループD1a2a (Y染色体)の起源年代とおおむね一致する。